# The Quarterly Review of Biology
The Quarterly Review of Biology o QRB è una rivista scientifica di temi attuali e storici sulla biologia, nonché una fonte di recensioni di libri. Venne fondata nel 1926 da Raymond Pearl. Nel 1960, la rivista fu acquistata dalla Stony Brook Foundation quando l'editore H. Bentley Glass divenne vice presidente accademico del State University of New York a Stony Brook.
Attualmente è pubblicata dalla University of Chicago Press.